# Endohedrale Komplexe
Als endohedrale Komplexe bezeichnet man Fullerene, in deren Hohlraum ein Atom oder ein Cluster eingebracht wurde. Man unterscheidet zwei Verbindungsklassen.

## Dotierung mit elektropositiven Metallen (Metallfulleride)
Die Dotierung mit elektropositiven Metallen erfolgt im Lichtbogenreaktor oder durch Laserverdampfung. Eingebracht werden konnten dadurch die Elemente der III. Nebengruppe Sc, Y und La, sowie aus der Gruppe der Lanthanoiden Ce, Pr, Sm, Gd, Dy, Ho, Er, Tm, Lu. Weiterhin sind endohedrale Komplexe mit Elementen der zweiten Hauptgruppe (Ca, Sr, Ba), Alkalimetallen (Li, Na, K, Cs) und tetravalenten Metallen (U, Zr, Hf) bekannt.
Die Synthese im Lichtbogenreaktor ist jedoch unspezifisch. Neben ungefüllten Fullerenen entstehen endohedrale Metallfulleride in verschiedenen Käfiggrößen (La@C60, La@C{82}) und in verschiedenen isomeren Käfigen (Sc@C82). Neben den dominanten Monometallkäfigen wurden inzwischen auch zahlreiche Dimetall-endohedrale Verbindungen und das Trimetall Fulleren Sc3@C82 isoliert.
1998 erregte eine Entdeckung großes Aufsehen. Mit der Synthese des Sc3N@C80 war zum ersten Mal der Einschluss eines Molekülfragments in einen Fullerenkäfig gelungen. Anschließend konnten die Trimetallnitridfulleride Ho3N@C80 und Er3N@C80 synthetisiert und spektroskopisch analysiert werden. Im Gegensatz zum Sc3N@C80 besitzt der Trimetallnitridcluster des Er3N@C80 eine planare Struktur im Käfig statt einer tetragonalen wie beim Sc3N@C80. Weiterhin konnten die endohedralen Trimetallnitridfulleride ErSc2N@C80 und Er2ScN@C80 hergestellt und aufwändig mittels präparativer HPLC getrennt werden.
Endohedrale Metallfulleride zeichnen sich dadurch aus, dass vom Metallatom Elektronen auf den Käfig übertragen werden und das Metallatom eine nicht mittige Position im Käfig einnimmt. Die Größe des Ladungsübertrags ist nicht immer einfach zu ermitteln. Sie liegt in den meisten Fällen zwischen zwei und drei Ladungseinheiten, im Fall des La2@C80 jedoch sogar bei 6 Elektronen.

## Dotierung mit Nichtmetallelementen
Saunders konnte 1993 die Existenz der endohedralen Komplexe He@C60 und Ne@C60 nachweisen. Diese Komplexe bilden sich, wenn man C60 bei einem Druck von ca. 2500 bar für fünf Stunden auf 600 °C erhitzt. Unter diesen Bedingungen wurde von ca. 650000 C60-Käfigen nur ein einziger mit einem He-Atom dotiert. Inzwischen konnten endohedrale Komplexe von Helium, Neon, Argon, Krypton und Xenon sowie zahlreiche Addukte des He@C60 nachgewiesen werden.
Während Edelgase chemisch inert und deshalb immer atomar auftreten, ist die Entdeckung der stickstoff- bzw. phosphorendohedralen Komplexen sehr ungewöhnlich. Von diesen Komplexen konnten bislang N@C60, N@C70 und P@C60 nachgewiesen und isoliert werden. Das Stickstoffatom befindet sich hierbei in seinem elektronischen Grundzustand (4S3/2) und ist damit als hoch reaktiv anzusehen. Dennoch ist N@C60 so stabil, dass die exohedrale Derivatisierung möglich ist und Mono-, Bis- und Hexaddukte des Malonsäureethylesters synthetisiert werden konnten. Bei diesen Verbindungen findet kein Ladungstransfer vom Stickstoffatom im Zentrum auf die Kohlenstoffatome des Käfigs statt. Deshalb konnten 13C-Kopplungen, die bei den endohedralen Metallofullerenen sehr leicht zu beobachten sind, im Fall des N@C60 nur mit hoher Auflösung als Schultern der mittleren Linie nachgewiesen werden. Das Zentralatom befindet sich bei den Edelgas- und Stickstoff- bzw. Phosphorendohedralen Verbindungen exakt in der Mitte des Käfigs.
Während andere atomare Fallen normalerweise nur unter großem apparativen Aufwand, wie z. B. durch Laserkühlung von Atomen oder Ionen in magnetischen Fallen, zu realisieren sind, stellen endohedrale Fullerene eine bei Zimmertemperatur über nahezu beliebig lange Zeit stabile atomare Falle dar. Atom- oder Ionenfallen sind von großem Interesse, da hier Teilchen unter Ausschluss jeglicher Wechselwirkung mit ihrer Umgebung vorliegen. So lassen sich die intrinsischen Eigenschaften dieser Teilchen beobachten. Dazu gehört z. B. die Kompression der atomaren Wellenfunktion infolge der Einkapselung in den Käfig, die durch Elektron-Kern-Doppelresonanz beobachtet werden konnte. Das Stickstoffatom kann damit als Sonde eingesetzt werden, um kleinste Veränderungen der elektronischen Struktur seiner Umgebung zu detektieren.

## Synthese
Im Gegensatz zu den metallendohedralen Verbindungen können diese Komplexe nicht im Lichtbogen erzeugt werden. Bei der Produktion dieser Verbindungen verwendet man ungefüllte Fullerenkäfige als Ausgangsmaterial und implantiert die Atome. Die Synthese stickstoff- bzw. phosphorendohedraler Fullerene gelingt durch Gasentladung, durch Hochfrequenzentladung, oder durch direkte Ionenimplantation.